# شهرستان مکم (میشیگان)
شهرستان مَکُم، میشیگان (به انگلیسی: Macomb County, Michigan) یک سکونتگاه مسکونی در ایالات متحده آمریکا است که در میشیگان واقع شده‌است.